# Straddle (Wirtschaft)

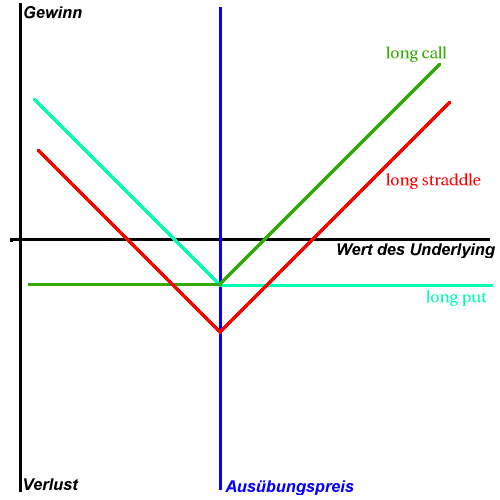
Auszahlungsdiagramm zur Long-Position in einem Straddle

Ein Straddle (englisch: „Grätsche“) ist eine Optionsstrategie, die es ermöglicht, von Veränderungen in der Volatilität bzw. von Kursschwankungen von Märkten oder Aktien zu profitieren. Es werden die beiden Varianten Long Straddle und Short Straddle unterschieden. Man spekuliert mit einem Long Straddle auf sich stark ändernde Kurse, mit einem Short Straddle dagegen auf stagnierende Kurse. Der Short Straddle birgt im Gegensatz zum Long Straddle ein unbegrenztes Verlustrisiko.

## Long Straddle
Beim Long Straddle erwirbt der Käufer gleichzeitig eine Kaufoption und eine Verkaufsoption (long call und long put) auf den gleichen Basiswert (beispielsweise eine Aktie oder ein Aktienindex) mit gleichem Ausübungspreis und gleichem Verfallsdatum. Der Käufer verbucht mit seinem Long Straddle einen Gewinn, wenn sich der Preis des Basiswertes zum Ausübungsdatum weit vom Ausübungspreis entfernt hat. Ist der Kursverlauf des Basiswertes hoch volatil, so liegt auch die Wahrscheinlichkeit für dieses Gewinnszenario hoch. Entspricht der Basiswert am Ausübungstag dem in der Option gezeichneten Ausübungspreis verfallen die Optionen wertlos.
Bei korrekter Konstruktion dieser Strategie ist das Verlustrisiko somit auf den ursprünglichen Kapitaleinsatz für den Kauf der Optionen (zzgl. Ordergebühren) begrenzt, während die Höhe möglicher Gewinne unbegrenzt ist.

## Short Straddle
Beim Short Straddle verkauft der Stillhalter gleichzeitig eine Kaufoption und eine Verkaufsoption (short call und short put) auf den gleichen Basiswert mit gleichem Ausübungspreis und gleichem Verfallsdatum. Für ihn verhält es sich wirtschaftlich umgekehrt: Er macht einen Gewinn, wenn der Preis des Basiswertes am Ausübungsdatum sehr nah am Ausübungspreis liegt. Ist der Kursverlauf des Basiswertes wenig volatil, so liegt auch die Wahrscheinlichkeit für dieses Gewinnszenario hoch.
Bei dieser Strategie ist das Verlustrisiko als Stillhalter der Kaufoption unbegrenzt, welche sich aus der Verpflichtung ergibt, den Basistitel zum vorab vereinbarten Preis zu liefern. Ist der Stillhalter „ungedeckt“, hält also den Basiswert nicht in der genügenden Stückzahl in seinem Depot, so muss er ihn auf dem Markt zum dort angebotenen Preis kaufen, um ihn dem Optionskäufer aushändigen zu können. Die Höhe möglicher Gewinne ist auf die vereinnahmte Prämie begrenzt.

## Covered Straddle
Bei einem Covered (Written) Straddle wird ein Short Straddle mit der Eindeckung des Basiswertes kombiniert. Gewissermaßen wird eine Covered-Call-Strategie mit einem zusätzlichen short put konstruiert. Dies mindert bzw. gleicht das unbegrenzte Verlustrisiko für den Fall aus, dass der Kurs des Basiswertes entgegen der Spekulation steigt und sich aus der Stillhalterposition der Kaufoption eine hohe Verbindlichkeit ergibt. Entgegen der Annahme das Verlustrisiko vollständig auszusteuern, wird nur der Verlust des short calls begrenzt. Das sich potenziell ergebende Risiko aus dem short put kann nun zusammen mit dem Verlust aus der Aktienposition tragend werden.

## Bekanntester Straddle Trader
Nick Leeson, der in den 1990er-Jahren durch riskante Spekulationen die Insolvenz der Barings Bank verursachte, nutzte für seine Spekulationen über die Entwicklung des Nikkei 225 die Finanzprodukte Futures und Straddles.